# Маскелет, Карлос
Карлос Маскелет Лакаси (исп. Carlos Masquelet Lacaci; 1871, Ферроль, Ла-Корунья — 1948, Ла-Хункера, Жерона) — испанский военачальник, генерал.
Военный инженер. Долгое время служил в испанской армии, был секретарём Высшего военного совета, профессором инженерной академии и морского инженерного училища (Escuela de Máquinas de la Armada), автор проекта морской крепости Ферроль, работами по строительству которой он лично руководил в период диктатуры Мигеля Примо де Риверы. В октябре 1930 года был произведён в бригадные генералы.
После провозглашения Испании республикой в апреле 1931 года военным министром стал Мануэль Асанья, который делал ставку на сотрудничество с артиллерийскими и инженерными офицерами — эта категория военнослужащих при монархии была по своим взглядам ближе к либеральной интеллигенции, и, в то же время, существенно отставала при продвижении по службе от пехотных и кавалерийских офицеров, получавших внеочередные чины за заслуги в Рифской войне в Марокко. Примером может служить Маскелет, достигший, несмотря на высокий профессиональный уровень, генеральского чина лишь к 59 годам. Однако после провозглашения республики его карьера резко ускорилась. Друг Асаньи, либеральный республиканец и член масонской ложи, Маскелет уже в 1931 стал заместителем начальника, а вскоре и начальником Генерального штаба. Был произведён в дивизионные генералы, сторонник и активный участник военных реформ, проводившихся под руководством Асаньи.
С 3 апреля по 6 мая 1935 года Маскелет был военным министром в правоцентристском правительстве Алехандро Лерруса. После победы на парламентских выборах в феврале 1936 года левого Народного фронта Асанья стал премьер-министром, а Маскелет — военным министром в его правительстве (с 19 февраля по 13 мая 1936 года). После избрания Асаньи президентом республики, Маскелет возглавил его военный кабинет. После начала гражданской войны в июле 1936 он остался на стороне правительства. Осенью 1936 года, во время наступления войск националистов на Мадрид, генерал Маскелет, несмотря на пожилой возраст, руководил разработкой плана строительства укреплений в районе Мадрида. 19 июля 1937 года был зачислен в резерв, но после реорганизации армии в декабре того же года был назначен начальником вновь созданной комиссии по фортификации.
После победы националистов в гражданской войне в 1939 году генерал Маскелет эмигрировал во Францию. Незадолго до смерти вернулся в Испанию, репрессиям со стороны властей не подвергался.